# Vätternrundan

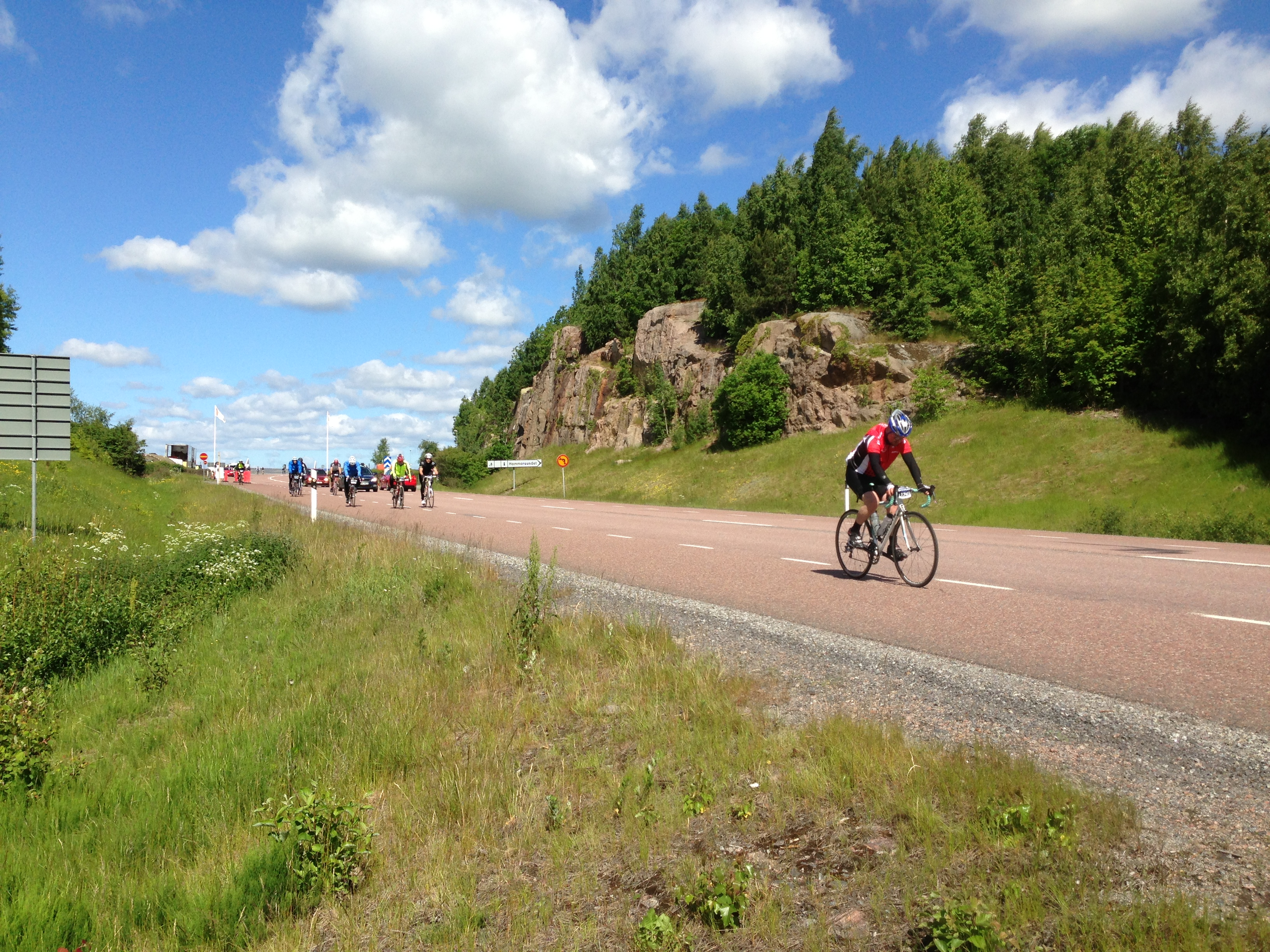
Cyklister på väg vid Hammarsbroarna i Askersunds kommun under 2013 års lopp.

Vätternrundan eller Vätternrundan 315 är ett 315 kilometer långt cykellopp för motionärer som normalt äger rum helgen före midsommar varje år. Loppet börjar och slutar i centrala Motala och går medurs runt sjön Vättern. 
Loppet är med upp till 23 000 startande världens största motionsinriktade cykellopp. Vätternrundan ingår i kombinationen En svensk klassiker.  
Vätternrundan är ett motionslopp och saknar därför officiell resultatlista. Deltagarna fäster ett datachip på hjälmen som registreras vid flera punkter efter banan. Dessa tider publiceras sedan på loppets hemsida.  
Anmälan till loppet görs i flera steg under hösten året innan loppet. På grund av loppets popularitet tar platserna ofta slut snabbt. Alla deltagare som genomför loppet får en medalj och ett individuellt diplom med de registrerade tiderna. 

## Historia
Initiativtagare var läkaren och professorn Sten-Otto Liljedahl och cykelhandlaren Ewert Rydell, båda från Motala. Efter att själva kört två provrundor 1964-65 arrangerades det första loppet 1966 då 334 personer fullföljde rundan. År 1983 fullföljde över 10 000 deltagare Vätternrundan, 2015 fullföljde 19 532.
Sedan 2021 finns enbart 1 cyklist som deltagit i samtliga lopp och kan räkna sig som "pionjär".
Ursprungligen kördes loppet motsols, detta var säkrast i vänstertrafik. 1975 ändrades riktningen till dagens medsolsvarv.
År 2020 ställdes loppet in på grund av Coronapandemin. 2021 års lopp flyttades, på grund av samma pandemi, från mitten av juni till början av september.
Från och med loppet 2021 drogs banans sista del om, och går nu via mindre vägar från Askersund via Zinkgruvan och Godegård till Motala. Detta förbättrade trafiksäkerheten i loppets slutskede, men gjorde också loppet 18 kilometer längre.

## Starten
Första starten är 19:30 på fredagskvällen och fram till cirka 06:00 lördag morgon. Cyklisterna startar i grupper om 60–70 personer med avgång varannan minut. 
2010 introducerades särskilda starttider för snabba grupper av cyklister "sub-grupper", de startade 2010-2014 lördag mellan 9:30 och 10:30 och från 2014 lördag 12:00. Poängen med dessa grupper är att minska antalet omkörningar och därigenom göra loppet mer säkert.  

## Banan
Start och mål är i centrala Motala. Fram till 1974 gick loppet motsols rund Vättern, detta ändrades eftersom högertrafiken skapade farliga vänstersvängar. Under rundan klättrar deltagarna 1 994 höjdmeter.
Banan mätte fram till 2019 omkring 297 kilometer. 
Loppet har tre stopptider som måste passeras innan en viss tid: Depån i Jönköping (11:30), depån i Hjo (16:00) och målet (24:00).

### Depåer
Under Vätternrundan passeras nio depåer. 
- Ödeshög 43 kilometer
- Ölmstad 83 kilometer
- Jönköping 107 kilometer
- Fagerhult 138 kilometer
- Hjo 177 kilometer
- Karlsborg 207 kilometer
- Boviken 230 kilometer

- Askersund, 256 kilometer
- Godegård, 284 kilometer

Fram till 2019 ingick dessa depåer:
- Hammarsundet 260 kilometer (ersattes 2021 av Askersund)
- Medevi 277 kilometer (ersattes 2021 av Godegård)

Alla depåer serverar kalla och varma drycker, bananer, bullar, med mera. Tre rejälare måltider serveras: I Jönköping, Hjo och vid målgång i Motala.

## Övriga lopp
I samband med Vätternrundan arrangeras också ett antal andra cykellopp, vilka tillsammans bildar arrangemanget Cykelveckan. Under veckan deltar sammanlagt cirka 38 000 i loppen.
- Halvvättern, 150 kilometer. Premiär 2005 som Grabbvättern, endast för män. Från 2007 med sitt nuvarande namn öppen för alla.[13]
- Tjejvättern, 100 kilometer. Premiär 1991. Endast för kvinnor.[13]
- Vätternrundan 100 kilometer, 100 kilometer. Premiär 2018. Elassisterade cyklar är tillåtna.[14]
- MTB-Vättern, 25 eller 50 kilometer.[15]
- Minivättern, 1 eller 2,5 kilometer. För barn 3-9 år.[16]